# Nesrin Cavadzade
 (octobre 2019).
Nesrin Cavadzade (née le 30 juillet 1982 à Bakou) est une actrice turque d'origine azérie,.

## Biographie
Nesrin Javadzadeh est née à Bakou, en République socialiste soviétique d'Azerbaïdjan (aujourd'hui l'Azerbaïdjan). Elle est partie avec sa mère à Istanbul quand elle avait onze ans.
Elle a son rôle maintenant dans «  Yasak Elma » depuis la deuxième saison. 

## Filmographie
Cinéma
- 2003 : Tu marcheras sur l'eau

Télévision
- 2015 : Legends
- 2017-2018 : Bizim Hikaye (54 premiers épisodes)
- 2019-2020 :  Yasak Elma ( depuis la deuxième saison ( 44ème épisode) )
- 2020 : Bir Başkadır (série télévisée)
- 2021-2022 : Üç Kuruş (série télévisée) : la fille de Nezih